# Schweinegruppe

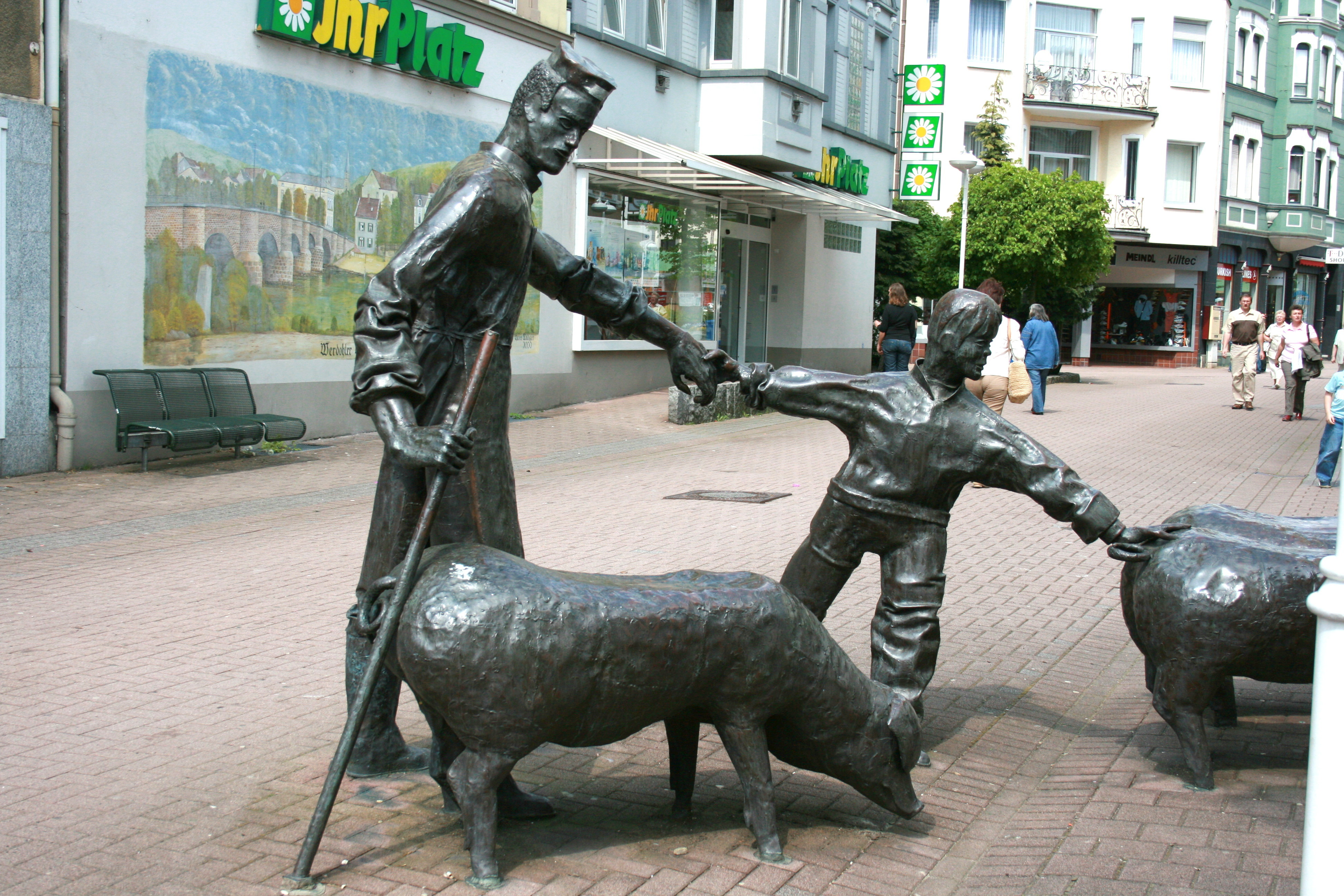
2009

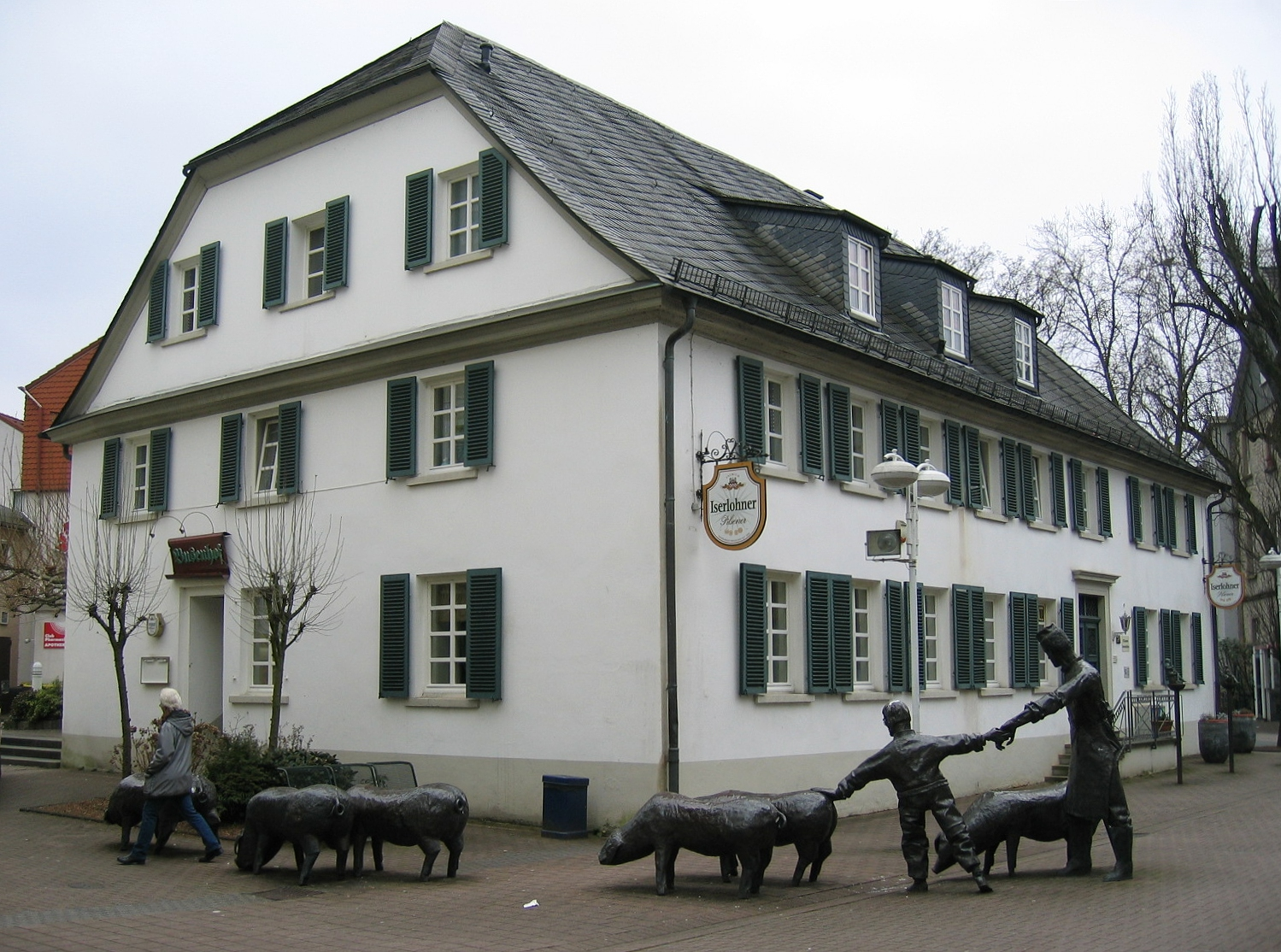

Die Schweinegruppe ist eine Plastik aus Kupferblech von Peter Klassen und Sven Klassen. Sie steht seit Mai 1992 vor dem Gasthaus Busenhof in Werdohl im Märkischen Kreis in Nordrhein-Westfalen. Sie stellt einen Vater mit seinem Sohn dar, die insgesamt sechs Schweine zum Metzger in der Schweinegasse treiben. Dort befand sich früher mit Eingang zur Freiheitstraße die Metzgerei Duisberg.
Im Oktober 2018 wurde eine Figur im Zuge von Vandalismus mit Farbe angesprüht.